# Alister Hopkinson

a Compétitions nationales et continentales officielles uniquement.

b Matchs officiels uniquement.
Dernière mise à jour le 13 septembre 2022.
 Alister Ernest Hopkinson, né le 30 mai 1941 à Mosgiel (Nouvelle-Zélande) et mort le 17 janvier 1999, est un joueur de rugby à XV qui a joué avec l'équipe de Nouvelle-Zélande. Il évoluait au poste de pilier (1,89 m pour 103 kg). 

## Carrière
Il a joué 92 matchs avec la province de Canterbury entre 1963 et 1972.
Il a disputé son premier test match avec l'équipe de Nouvelle-Zélande le 2 juin 1967 contre l'Écosse, et son dernier test match le 29 août 1970 contre l'Afrique du Sud. 

## Palmarès
- Nombre de test matchs avec les Blacks : 9
- Nombre total de matchs avec les Blacks : 35
- Test matchs par année : 1 en 1967, 4 en 1968, 1 en 1969, 3 en 1970